# Vittorio Francesco Stancari

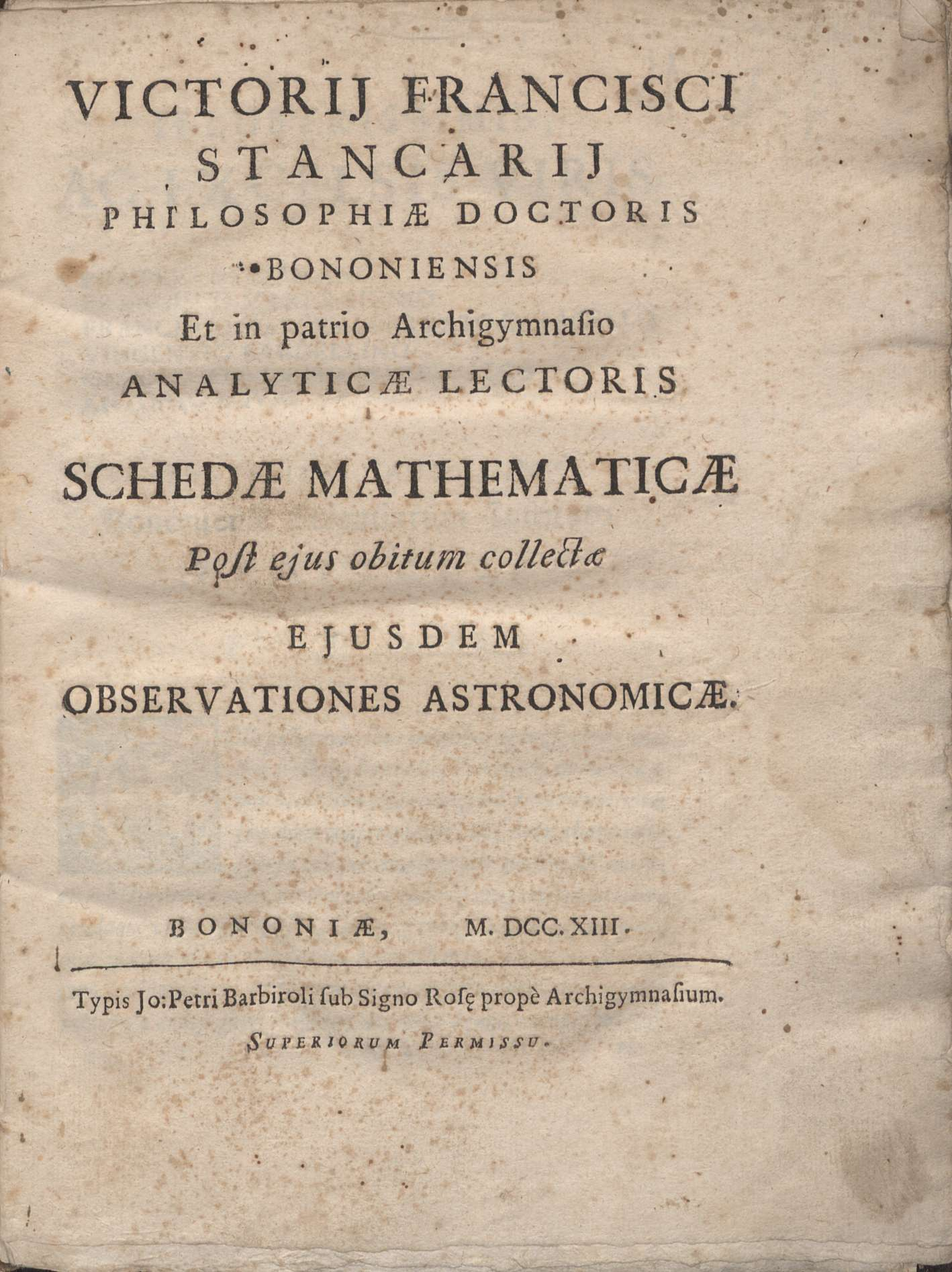
Schedae mathematicae post ejus obitum collectae ejusdem Observationes astronomicae, 1713

Vittorio Francesco Stancari (Bologna, 29 luglio 1678 – Bologna, 28 marzo 1709) è stato un matematico e astronomo italiano, professore di matematica presso l'Università di Bologna dove condusse ricerche sulla misura del suono, sull'ottica e sull'idrostatica.

## Biografia
Vittorio Francesco Stancari nacque a Bologna nel 1678. Nel 1698 divenne professore di matematica all'Università. Stancari faceva parte di un gruppo di giovani scienziati che si interessarono di geometria analitica e di calcolo differenziale e che eseguirono vari esperimenti scientifici e osservazioni astronomiche. Altri appartenenti al gruppo erano Eustachio Manfredi, suo fratello Gabriele e Giuseppe Sentenziola Verzaglia. Nel 1708 Stancari ottenne la cattedra di calcolo infinitesimale a Bologna.
Morì l'anno successivo, a Bologna, a 31 anni di età.

## Ricerche
Le dissertazioni e i manoscritti di Stancari mostrano che egli applicò il calcolo infinitesimale di Leibniz a problemi di fisica, idrodinamica, meteorologia e meccanica.
Era anche a conoscenza dei Principia Mathematica di Isaac Newton e discusse le sue teorie in lezioni tenute all'Accademia degli Inquieti di Bologna.
Nel 1706 Stancari sviluppò un metodo per misurare l'altezza del suono, usando un foglio fatto vibrare dalla rotazione di ruote dentate.
Stancari ed Eustachio Manfredi scoprirono la cometa C/1707 W1 nella notte fra il 25 e il 26 novembre 1707. Essi la descrissero come visibile ad occhio nudo, bianca, irregolare, delle stesse dimensioni apparenti di Giove e con una piccola e debole coda.
Contemporaneamente a Guillaume Amontons Stancari sperimentò i termometri ad aria: in essi la temperatura viene misurata usando la spinta causata dall'espansione dell'aria nel bulbo in seguito all'aumento della temperatura. Sigillando l'altra estremità del tubo, Stancari riuscì a ridurre sensibilmente l'influenza della pressione dell'aria, rendendo le misure di questi strumenti più precise. Inoltre scoprì che l'umidità dell'aria presente nel bulbo aveva effetti significativi nelle letture del termometro.

## Opere
- (LA) Schedae mathematicae post ejus obitum collectae ejusdem Observationes astronomicae, Bologna, Giovanni Pietro Barbiroli, 1713.